# Thônes
Thônes és un municipi francès situat al departament de l'Alta Savoia i a la regió d'Alvèrnia-Roine-Alps. L'any 2007 tenia 5.777 habitants.

## Demografia

### Població
El 2007 la població de fet de Thônes era de 5.777 persones. Hi havia 2.375 famílies de les quals 824 eren unipersonals (393 homes vivint sols i 431 dones vivint soles), 692 parelles sense fills, 708 parelles amb fills i 151 famílies monoparentals amb fills.
La població ha evolucionat segons el següent gràfic:
Habitants censats

### Habitatges
El 2007 hi havia 3.254 habitatges, 2.467 eren l'habitatge principal de la família, 636 eren segones residències i 151 estaven desocupats. 1.295 eren cases i 1.932 eren apartaments. Dels 2.467 habitatges principals, 1.332 estaven ocupats pels seus propietaris, 1.031 estaven llogats i ocupats pels llogaters i 104 estaven cedits a títol gratuït; 134 tenien una cambra, 495 en tenien dues, 517 en tenien tres, 594 en tenien quatre i 727 en tenien cinc o més. 1.816 habitatges disposaven pel capbaix d'una plaça de pàrquing. A 1.236 habitatges hi havia un automòbil i a 941 n'hi havia dos o més.

### Piràmide de població
La piràmide de població per edats i sexe el 2009 era:
| Homes | Edats   | Dones |
| ----- | ------- | ----- |
| 8     | 95 o +  | 0     |
| 16    | 90 a 94 | 24    |
| 12    | 85 a 89 | 48    |
| 16    | 80 a 84 | 48    |
| 60    | 75 a 79 | 92    |
| 72    | 70 a 74 | 116   |
| 96    | 65 a 69 | 156   |
| 108   | 60 a 64 | 64    |
| 120   | 55 a 59 | 132   |
| 196   | 50 a 54 | 168   |
| 144   | 45 a 49 | 144   |
| 176   | 40 a 44 | 200   |
| 264   | 35 a 39 | 224   |
| 208   | 30 a 34 | 184   |
| 208   | 25 a 29 | 220   |
| 160   | 20 a 24 | 148   |
| 152   | 15 a 19 | 176   |
| 196   | 10 a 14 | 188   |
| 204   | 5 a 9   | 124   |
| 160   | 0 a 4   | 128   |

## Economia
El 2007 la població en edat de treballar era de 3.841 persones, 2.965 eren actives i 876 eren inactives. De les 2.965 persones actives 2.805 estaven ocupades (1.520 homes i 1.285 dones) i 160 estaven aturades (61 homes i 99 dones). De les 876 persones inactives 272 estaven jubilades, 347 estaven estudiant i 257 estaven classificades com a «altres inactius».

### Ingressos
El 2009 a Thônes hi havia 2.512 unitats fiscals que integraven 5.794,5 persones, la mediana anual d'ingressos fiscals per persona era de 19.241 €.

### Activitats econòmiques
Dels 523 establiments que hi havia el 2007, 4 eren d'empreses extractives, 13 d'empreses alimentàries, 1 d'una empresa de fabricació de material elèctric, 28 d'empreses de fabricació d'altres productes industrials, 69 d'empreses de construcció, 115 d'empreses de comerç i reparació d'automòbils, 13 d'empreses de transport, 42 d'empreses d'hostatgeria i restauració, 8 d'empreses d'informació i comunicació, 19 d'empreses financeres, 32 d'empreses immobiliàries, 57 d'empreses de serveis, 84 d'entitats de l'administració pública i 38 d'empreses classificades com a «altres activitats de serveis».
Dels 124 establiments de servei als particulars que hi havia el 2009, 1 era una oficina d'administració d'Hisenda pública, 1 gendarmeria, 1 oficina de correu, 7 oficines bancàries, 1 funerària, 9 tallers de reparació d'automòbils i de material agrícola, 2 tallers d'inspecció tècnica de vehicles, 1 autoescola, 9 paletes, 10 guixaires pintors, 18 fusteries, 6 lampisteries, 9 electricistes, 2 empreses de construcció, 10 perruqueries, 2 veterinaris, 2 agències de treball temporal, 15 restaurants, 9 agències immobiliàries, 5 tintoreries i 4 salons de bellesa.
Dels 52 establiments comercials que hi havia el 2009, 4 eren supermercats, 1 un supermercat, 1 una botiga de més de 120 m², 5 fleques, 4 carnisseries, 3 llibreries, 9 botigues de roba, 2 botigues d'equipament de la llar, 3 sabateries, 1 una sabateria, 4 botigues de mobles, 5 botigues de material esportiu, 2 drogueries, 1 un drogueria, 3 joieries i 4 floristeries.
L'any 2000 a Thônes hi havia 59 explotacions agrícoles que ocupaven un total de 1.380 hectàrees.

## Equipaments sanitaris i escolars
Els 2 equipaments sanitaris que hi havia el 2009 eren farmàcies.
El 2009 hi havia 4 escoles elementals. A Thônes hi havia 2 col·legis d'educació secundària i 1 liceu d'ensenyament general. Als col·legis d'educació secundària hi havia 984 alumnes i als liceus d'ensenyament general 236.

## Poblacions més properes
El següent diagrama mostra les poblacions més properes.